# خبز مفرود
الخبز المفرود أو الخبز المسطح (بالإنجليزية: Flatbread)، خبز مصنوع من الدقيق والماء والملح، ثم تفرد العجينة جيدا حتى تصبح مسطحة، وتكون بدون خميرة. هناك العديد من المكونات الاختيارية الأخرى التي قد يحتويها الخبز المفرود، مثل مسحوق الكاري، هالبينو، مسحوق الشطة، أو الفلفل الأسود. يضاف أيضا زيت الزيتون أو زيت السمسم. يتراوح سمك الخبز المفرود ما بين ملليمتر واحد إلى بضعة سنتيمترات.
ينبغي التمييز بين الخبز المفرود والمُسطح وذَلك لأن المفرود لا يكون بالضرورة مُرققاً وانما قد يكون عريضأ بسمك الفطائر او أكثر، هذا على الرغم من ان  معنى الخبز المفرود في اللغة اوسع اوسع وأعم ومن المُمكن ان يشمل حتى الخبز المُسطح، اما الخبز المُرقق فهو الخبز المُسطح في أعلى مستوياته من الرفعة وضعف السماكة.

## الاصل
كان الخبز المفرود من بين أقدم الأطعمة المصنعة ، وقد تم العثور على أدلة على إنتاجه في المواقع القديمة في بلاد الرافدين ومصر القديمة وحضارة وادي السند. يقال إن أصل الخبز المفرود يعود إلى الهلال الخصيب في غرب آسيا ، حيث سينتشر لاحقا إلى مناطق أخرى من العالم. 
في عام 2018 ، تم العثور على فتات الخبز المتفحمة في موقع نطوفي يسمى الشبيكة 1 في الأردن (في حرة الشام ، الصحراء السوداء) يعود تاريخه إلى 12400 قبل الميلاد ، أي قبل حوالي 4000 عام من بدء الزراعة في المنطقة. أظهر التحليل أنها ربما كانت من الخبز المسطح الذي يحتوي على الشعير البري والقمح وحيد الحبة والشوفان ودرنة نبات. 
كانت الأفران الطينية البدائية (التندير) المستخدمة لخبز الخبز المسطح الخالي من الخميرة شائعة في الأناضول خلال العصرين السلجوقي والعثماني ، وتم العثور عليها في المواقع الأثرية الموزعة في جميع أنحاء الشرق الأوسط. تأتي كلمة tandır من tinuru الأكادية ، والتي تصبح tannur في العبرية والعربية ، tandır باللغة التركية ، و tandur في الأردية / الهندية. من بين مئات أصناف الخبز المعروفة من المصادر المسمارية ، تم صنع خبز تينورو الخالي من الخميرة عن طريق لصق الخبز على الجدران الجانبية لفرن أسطواني ساخن. لا يزال هذا النوع من الخبز محوريا لثقافة الطعام الريفية في هذا الجزء من العالم ، وينعكس في الفولكلور المحلي ، حيث يتقاسم الشاب والمرأة خبز التاندير الطازج رمزا لحب الشباب ، ومع ذلك ، فإن ثقافة خبز الخبز التقليدي تتغير مع الأجيال الشابة ، خاصة مع أولئك الذين يقيمون في المدن الذين يظهرون تفضيلا لوسائل الراحة الحديثة. 

## قائمة من انواع الخبز المفرود

### أوروبا

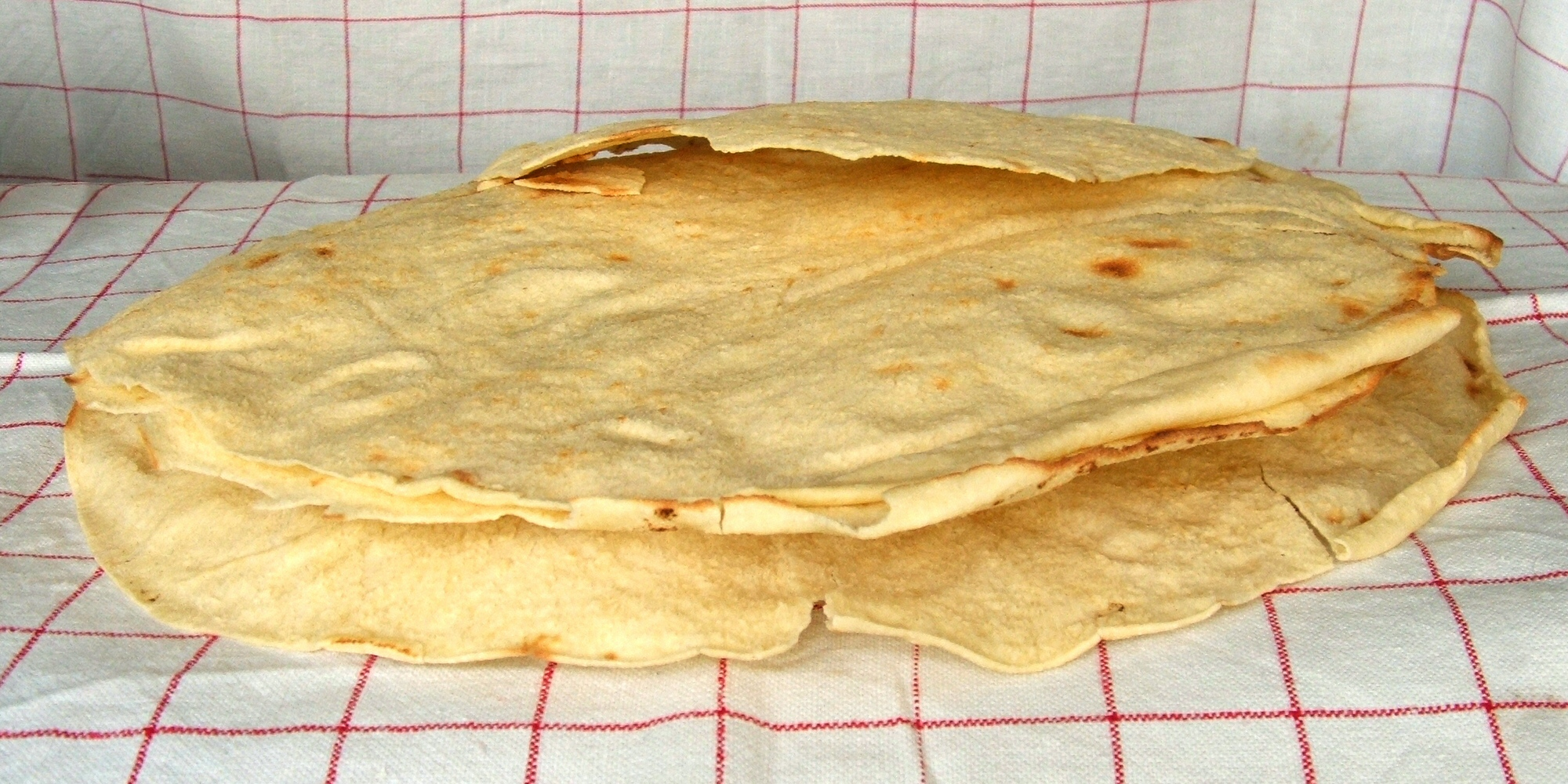
بانى كاراسو من سردينيا

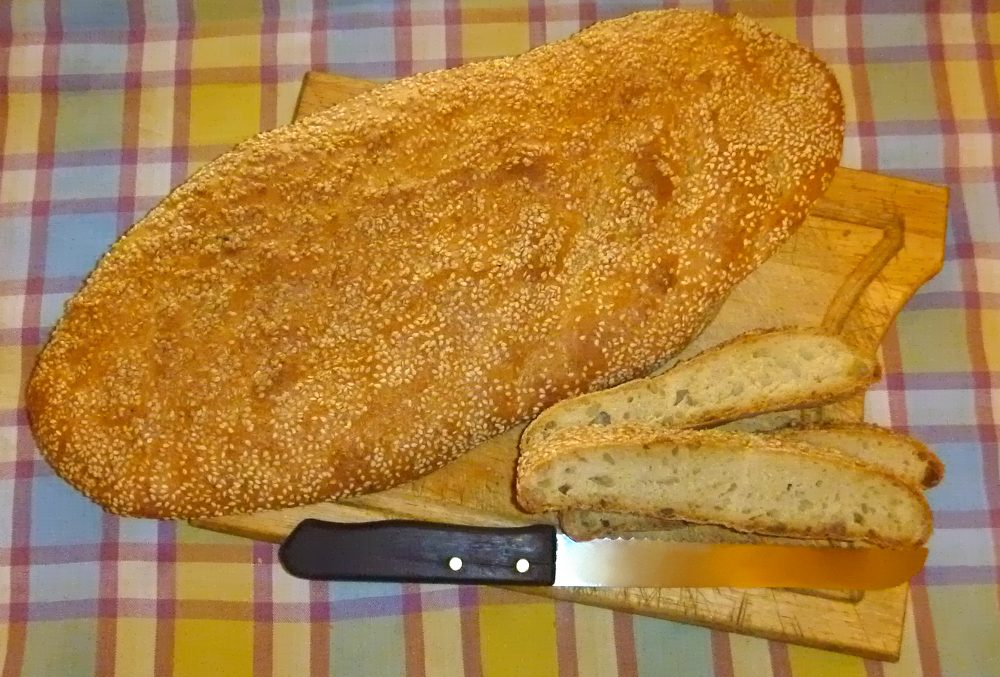
لاغانا من اليونان

- بنوكة (اسكتلندا): خبز سريع مخبوز من الحبوب.

- بزلمة (تركيا): مصنوعة من دقيق القمح والماء والملح.
- بولو دو كاكو (ماديرا ، البرتغال).

- بورلينغو (إيطاليا).
- فارل (أيرلندا واسكتلندا).
- فلامكوشن / تارت فلامبيه "فطيرة اللهب" (الألزاس): عجينة خبز رقيقة ملفوفة في دائرة أو مستطيل ومغطاة بالبصل واللاردون.
- فلاتبرود (النرويج): دقيق الشعير والملح والماء ، أو البطاطس والدقيق والملح ، أو دقيق البازلاء والملح.
- فلاتكاكا (أيسلندا): خبز الجاودار المسطح.
- فوكاتشيا (إيطاليا).
- الفطيرة المالطية (مالطا).
- كزلمة (تركيا): مطوية فوق حشوة لذيذة ومقلية على صينية.
- هوجان (كورنوال): مصنوع من دقيق الشعير الذي يحتوي على قطع من لحم الخنزير والبطاطس.
- هونوكاكا (بوهوسلان) : مصنوع من دقيق القمح. الاسم هو البديل التجاري للاسم التقليدي "bagebröd" ، والذي يعني "الخبز المخبوز".
- لاغانا (اليونان).
- لنقوش (هنغاريا).
- ليفسي (النرويج).
- اوتيكيك "كعكة الشوفان" (المملكة المتحدة).
- بانى كاراسو(سردينيا ، إيطاليا).
- بارلينكا (بلغاريا).
- بيتا "خبز عربي" (تركيا).
- بغاشة (البلقان وتركيا).
- تالو (جاسكوني، فرنسا).
- بيادينا (إيطاليا): دقيق أبيض، شحم الخنزير (أو زيت زيتون)، ملح وماء.
- بينسا (روما): القمح والدقيق الآخر، مثل الشعير والأرز والشوفان والدخن.[9][10]
- بيتا/ليبي/تورتا (رومانيا)
- بيتشاد (مينتون، فرنسا)
- بودبومييك (بولندا).
- بوسوخ (سلوفاكيا).
- خبز الصاج (تركيا)
- سبياناتا ساردا (سردينيا، إيطاليا).
- شوتى(جورجيا)
- كيكة جازباتشو(إسبانيا)
- خبز الصاج (تركيا): دقيق القمح والماء والملح.

### الشرق الأوسط وأفريقيا
- أغروم (الجزائر): خبز بربري مسطح مصنوع من السميد.
- بتاو (مصر)
- شباتي (الساحل السواحيلي، أوغندا)
- عيش مرحرح (مصر) مصنوع من 5-10٪ من بذور الحلبة المطحونة والذرة.
- حرشة (المغرب): خبز مقلي بالزبدة مصنوع من السميد.
- عنجيرة (القرن الأفريقي): طحين التيف.
- خبز أسمر (المملكة العربية السعودية) (شبه الجزيرة العربية): مصنوع من دقيق القمح الكامل والخميرة والملح.
- كسرة (سودان)
- لحوح (الصومال، جيبوتي، كينيا، اليمن)
- لواش (أرمينيا وإيران)
- الخبز اللبناني (لبنان): الدقيق الأبيض، الخميرة المجففة، السكر، الملح والماء.
- ملوجة (اليمن): الماء والخميرة والملح والدقيق
- خبز المرقوق (بلاد الشام)
- المتنكاش (أرمينيا)
- مصة (يهودي): دقيق أبيض عادي وماء.
- مسمن (تونس): الماء وزيت الزيتون والسميد والدقيق.
- خبز ملوح (اليمن)
- خبز عربي (شرق البحر الأبيض المتوسط والشرق الأوسط)
- سباياد (الصومال وكينيا وجيبوتي)
- خبز الصاج (لبنان و فلسطين)
- سانجاك (ايران)
- خبز طابون (لبنان)
- خبز التفتون (ايران)

### آسيا الوسطى
- خبز النان (افغانستان)
- بولانى (افغانستان) :طبق نباتي مسطح للخبز
- تاندير نان (أفغانستان وأوزبكستان)
- خبز التنور(آسيا الوسطى)

### شرق آسيا
- بيندايدوك (كوريا): فطيرة مصنوعة من دقيق الفاصوليا مونج
- بنغ (الصين)
- فطيرة البصل الأخضر (الصين): مصنوعة من الزيت والبصل الأخضر المفروم (البصل الأخضر)
- لوبينج (الصين)
- غوكوي(الصين): خبز مسطح محشو مصنوع من القمح

## جنوب آسيا
- الو بارتا (الهند وباكستان)
- أبام (الهند): فطيرة مصنوعة من خليط الأرز المخمر وحليب جوز الهند.
- بهكرى (الهند): مصنوع من الماء ودقيق الدخن.
- بهاتورا (شبه القارة الهندية): مصنوعة من الدقيق الأبيض واللبن والسمن (أو الزيت) والخميرة.
- شباتي (شبه القارة الهندية): مصنوع من دقيق العطا (القمح القاسي الحبوب الكاملة) والماء.
- فطيرة براثا (الهند)
- دوسا (الهند): خليط مصنوع من الأرز وغرام أسود مقلي على صينية.
- جوبهى براتا (الهند و بكستان)
- لوتشى (الهند وبنغلاديش): دقيق مايدا ناعم مع الماء وملعقة من السمن.
- خبز النان (شبه القارة الهندية وآسيا الوسطى): مخمر بالخميرة ، على عكس خبز روتي.
- باثيرى (الهند): هو روتي تقليدي نشأ من مطبخ مالابار.
- شباتي (شبه القارة الهندية): مصنوعة من دقيق القمح الكامل والماء والملح. إنه مثل مجموعة متنوعة من بوري.
- روتي (سريلانكا): مصنوع من جوز الهند والقمح أو دقيق الكوراكان ، مع الفلفل الأخضر والبصل.
- خبز البوري (شبه القارة الهندية): محضر من عجينة العطا والملح.
- روست بان (سريلانكا): خليط خبز مخبوز في قالب مسطح ، ينتج ، حرفيا ، خبزا "مسطحا".
- خبز التفتون (شبه القارة الهندية وإيران)

### جنوب شرق آسيا
- خانوم بويانج (تايلند): دقيق الأرز

### الأمريكتان
- آريبا (كولومبيا وفنزويلا): خبز مسطح خالي من الخميرة مصنوع من دقيق الذرة.
- بامى (جامايكا): مصنوع من جذور الكسافا المبشورة أو دقيق الكسافا والملح.
- جونيكيك (أمريكا الشمالية ومنطقة البحر الكاريبي).
- الخبز المسطح الأمريكي الأصلي (أمريكا الشمالية): مصنوع من دقيق الذرة على الطراز التقليدي للأمريكيين الأصليين الأوائل ؛ مغطاة الآن بلحم البقر المفروم والخضروات والفاصوليا والجبن.
- خبز الترتية (المكسيك وأمريكا الوسطى والجنوبية): إما تورتيلا الذرة أو تورتيلا الدقيق.

## معرض صور

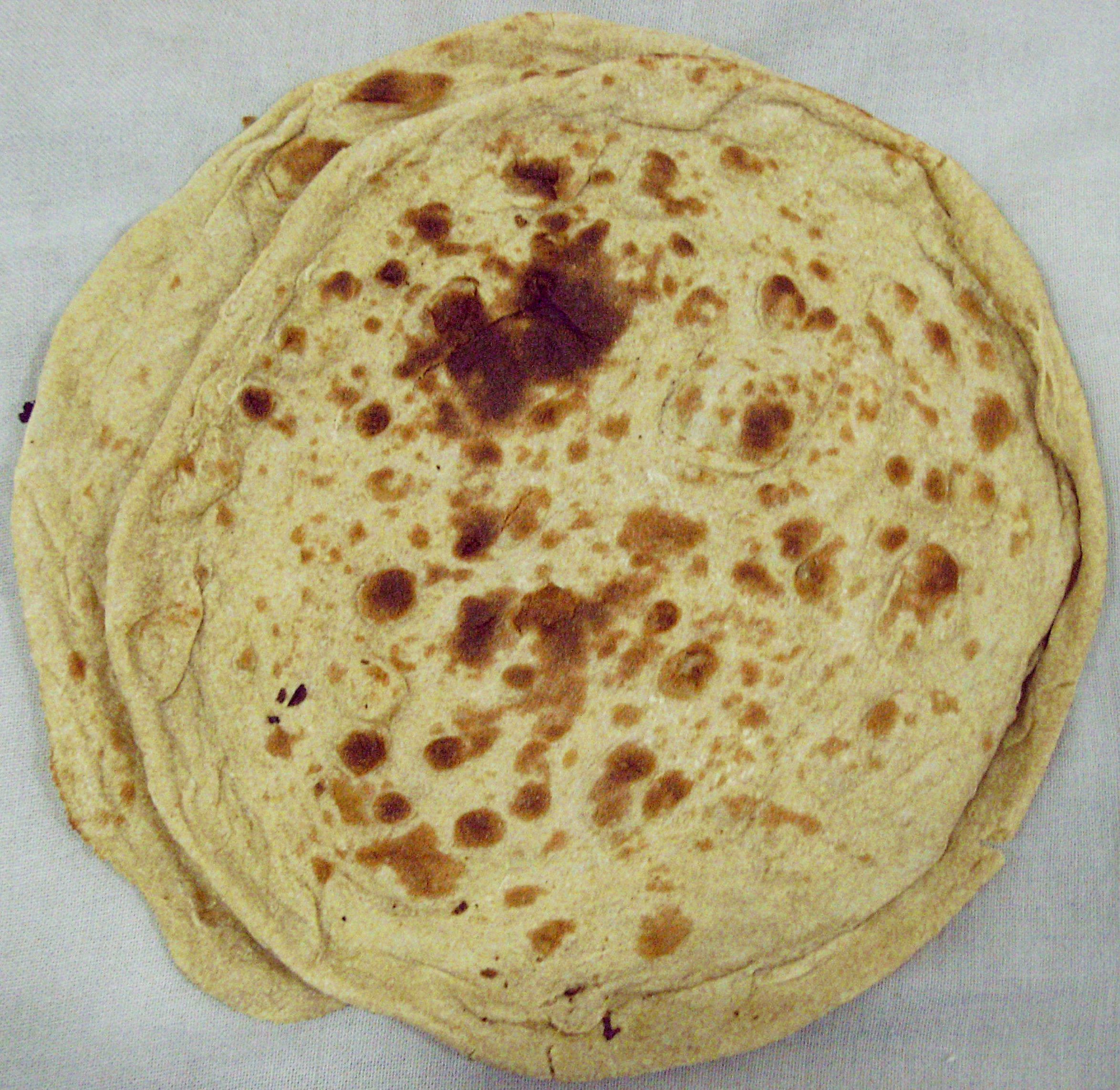
الخبز المسطح الايراني والذي يمتاز بحجمه الكبير ويشتهر في العراق أيضًا.